# Pete Hodgson
Pete Hodgson (właśc. Peter Colin Hodgson, ur. 13 czerwca 1950 w Whangarei) – nowozelandzki lekarz weterynarii i polityk, w latach 1990–2011 członek Izby Reprezentantów, w latach 1999–2008 minister w gabinecie Helen Clark.

## Życiorys
Ukończył szkołę średnią w Whangarei oraz studia na Uniwersytecie Masseya. W latach 1973–1980 pracował w ojczyźnie jako lekarz weterynarii, a w latach 1976–1980 również jako nauczyciel. W latach 1982–1984 pracował w gabinecie weterynaryjnym w Anglii.
Był menedżerem kampanii Partii Pracy w okręgu Dunedin North przed wyborami parlamentarnymi w 1978 roku. W 1990 po raz pierwszy uzyskał mandat do Izby Reprezentantów z tego okręgu. 10 grudnia 1999 został członkiem gabinetu Helen Clark, objął w nim sześć tek ministerialnych dotyczących m.in. badań naukowych, małego biznesu czy energii. W latach 2002–2005 sprawował urząd przewodniczącego Ministerialnego Zespołu ds. Zmian Klimatu. W latach 2004–2005 był ministrem handlu, a w latach 2005–2007 – ministrem zdrowia. W 2006 pełnił urząd szefa resortów: transportu i ds. zmian klimatu. W latach 2007–2008 był ministrem ds. rozwoju gospodarczego, badań, nauki i techniki oraz szkolnictwa wyższego. Z rządu odszedł po przegranej jego partii w wyborach w 2008 roku. Nie ubiegał się o reelekcję w wyborach parlamentarnych w 2011. 
W 2013 roku minister sprawiedliwości Judith Collins powołała go w skład rady mającej ustalić liczbę okręgów wyborczych i ich granice. Po odejściu z polityki został prezesem państwowej instytucji Callaghan Innovation.

## Życie prywatne
Ma żonę i dwóch synów.